# Église Saint-Germain de Poitiers
L'église Saint-Germain est un ancien édifice religieux situé à Poitiers, en France. Elle est désaffectée et sert depuis comme salle de concert pour le conservatoire à rayonnement régional de Grand Poitiers.

## Historique
L'église Saint-Germain est édifiée sur les vestiges d'anciens thermes gallo-romains. Elle est placée sous le vocable de saint Germain, un évêque de Paris mort en 576, en raison de sa visite supposée à Agnès, abbesse de l'abbaye Sainte-Croix,. L'église était à l'origine une construction romane et était une paroisse du bourg de Montierneuf (un quartier situé au Nord de Poitiers). À la fin du XIIe siècle et au début du XIIIe fut construite l'abisidiole Nord, tandis que le clocher fut édifié dans le courant du XIIIe siècle. Au XVe siècle, la couverture de la nef à l'origine charpentée fut remplacée par des voûtes d'ogives, à la suite de dégâts occasionnés par la Guerre de Cent Ans,. Une chapelle latérale a été édifiée de 1531 à 1532 par René Berthelot, maire de la ville. À la suite des Guerres de Religion, des travaux ont été entrepris pour réparer des dégâts, comme en témoigne la date de "MAY 1593" inscrite sur un contrefort de l'abside. L'édifice a ensuite été dégradé au XIXe siècle car utilisé comme grange ou grenier à foin. Dans les années 1990, l'église a été réhabilitée comme auditorium et sert de salle de concert pour le conservatoire à rayonnement régional de Grand Poitiers.

## L'église
La nef de l'église est constituée de deux vaisseaux qui s'étendent sur une longueur de trois travées. La clé de la première travée est ornée d'une armoirie vierge. Celle de la deuxième travée comporte la représentation d'un évêque, tandis que celle de la troisième travée est ornée d'un ange tenant une armoirie à trois fleurs de lys. Les ogives du collatéral sont supportées par des consoles ornées par des motifs de chou frisé ou de chauves-souris, tandis que l'arc d'entrée de l'absidiole est décorée de feuillages frisés. 
La chapelle édifiée par René Berthelot est endommagée. À la clé de l'arcade se trouvaient ses armoiries, dont il ne subsiste plus que le heaume. Ses armoiries étaient également sculptées au-dessus de la porte d'entrée de la chapelle mais ont disparu depuis : elles nous sont décrites par René Crozet comme étant "d'or à trois aiglettes éployées d'azur",.

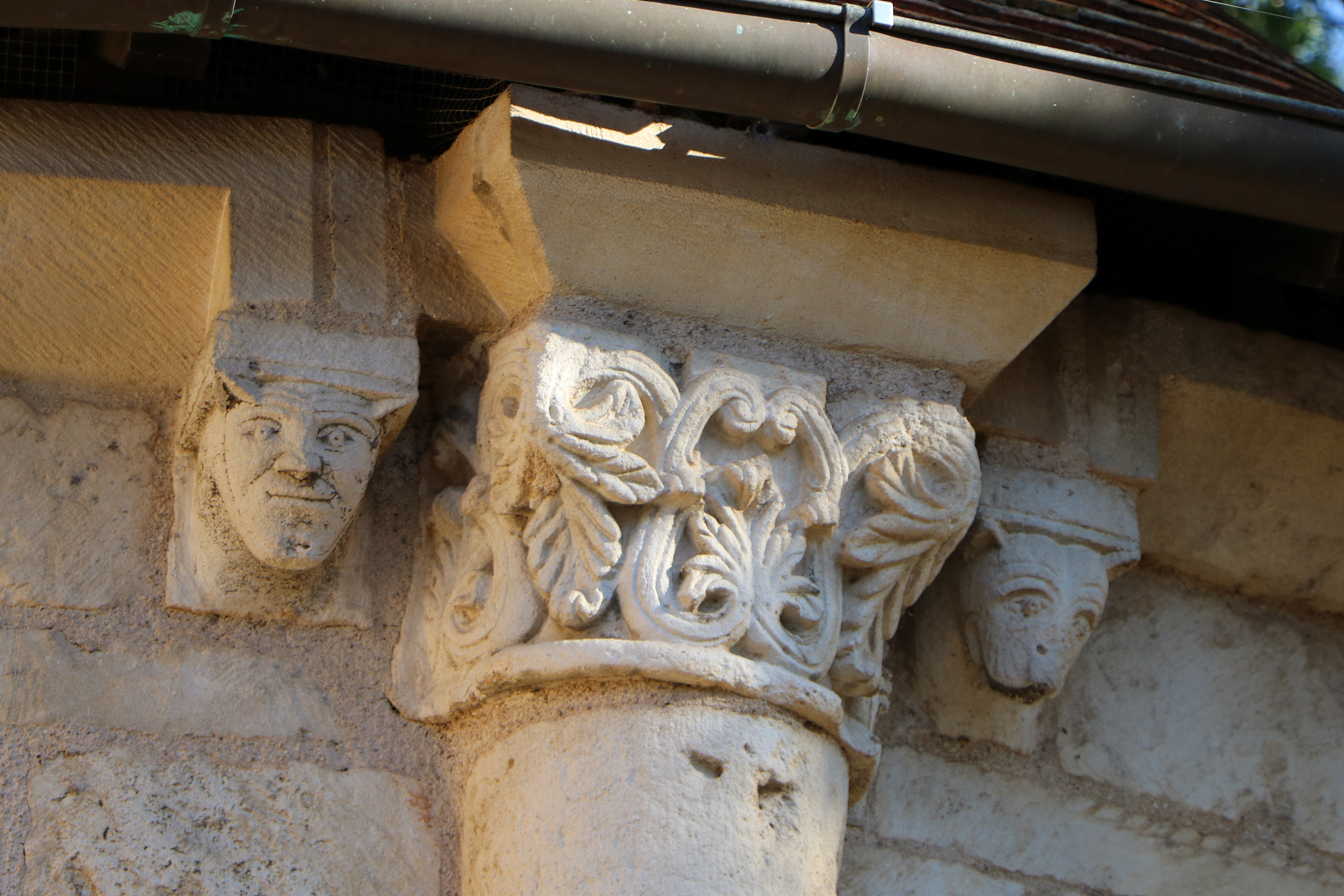
Éléments ornés à l'extérieur de l'abside

L'absidiole Nord est éclairée par deux étroites baies en plein cintre. Elle est recouverte par un cul-de-four pourvu de trois nervures toriques qui descendent de la clé. La voûte de l'absidiole traduit selon René Crozet des influences de l'architecture Plantagenêt, qui se retrouvent dans le rez-de-chaussée du clocher. Celui-ci comporte une voûte à huit nervures qui se rejoignent à une clé ornée d'un personnage portant une croix. Aux intersections des liernes et des arcs formerêts se trouvent des figures sculptées suivant la mode angevine : masque, tête de chat, joueur de harpe, chouette.